# Ходоки у В. И. Ленина
«Ходоки у В. И. Ленина» — картина советского художника Владимира Серова. Образ первого главы Советского правительства В. И. Ленина в этой картине, который отличают простота, человечность, внимание к людям труда, по мнению доктора искусствоведения, действительного члена Академии художеств СССР Андрея Лебедева, — один из лучших в советском изобразительном искусстве. Картина «Ходоки у В. И. Ленина» принадлежит к числу наиболее значительных произведений самого художника. Она сразу получила признание у широкой зрительской аудитории, вызвала живой отклик и порождала тёплые чувства. Образ Ленина на картине считался в советское время одним из наиболее убедительных.
Советские искусствоведы воспринимали картину «Ходоки у В. И. Ленина» как реакцию на помпезные композиции конца 1940-х — начала 1950-х годов. Композиция полотна составлена из четырёх фигур, она отличается естественностью и простотой. Художник реконструировал мельчайшие детали эпохи, но точность деталей и глубокая психологическая характеристика персонажей лишь оттеняли, с точки зрения официального искусствоведения того времени, «создание атмосферы волнующей сердечности отношений между Лениным и простыми крестьянами, глубокого чувства уважения вождя к этим, быть может, даже неграмотным людям».
Андрей Лебедев отмечал глубину социально-психологической характеристики действующих лиц, умение художника правдиво воссоздать дух революционного времени. С неё он начинал новый этап в творчестве В. А. Серова — период глубокой психологической разработки образов участников Октябрьской революции. Отмечает эту картину (наряду с другими картинами ленинского цикла Серова «Ленин провозглашает Советскую власть» и «Декрет о земле») среди наиболее крупных работ исторического жанра в отечественном изобразительном искусстве современный российский искусствовед, доктор искусствоведения Нонна Яковлева.

## Крестьянские ходоки у Ленина
Профессор истории колледжа Уэллсли в штате Массачусетс, доктор исторических наук и научный сотрудник Центра Дэвиса по изучению России и Евразии при Гарвардском университете, Нина Тумаркин  в книге  «Ленин жив! Культ Ленина в Советской России» писала, что с рядовыми представителями народа Ленин, будучи главой правительства, обращался как с равными: он был «доступен, внимателен, участлив, держался просто: словом, казался крестьянам, воспитанным в духе наивного монархизма, близким и понятным „справедливым царём“». При этом, Ленин далеко не всегда поступал так по отношению к коллегам и советским чиновникам. Мария Скрипник, работавшая в Совнаркоме по приёму делегаций к Ленину, вспоминала, что временем неудержимого паломничества к Ленину были первые числа ноября 1917 года. Она утверждала, что «Ильич был особенно обходителен с крестьянами-ходоками» и «как-то особенно гостеприимно с ними здоровался при встрече». Каждый день с утра до вечера Скрипник заставала десятки людей, которые приезжали с мест повидать Владимира Ильича. Они часами сидели в приёмной Совнаркома. Подробные воспоминания о встречах ходоков с Лениным оставили советские чиновники Александр Шлихтер, Елизавета Кокшарова и Николай Горбунов. 
Некоторые крестьяне-ходоки, по сообщению Скрипник, требовали от секретаря особую «бумагу», что действительно были приняты Лениным. Такие документы клали за пазуху, обернув в чистую тряпочку, и считали святыней. Сотрудница музея-квартиры Ленина в Смольном Аграфена Великанова считала, что речь идёт здесь о перепечатанном на машинке и подписанном собственноручно В. И. Лениным тексте разъяснений к Декрету о земле, который вручался ходокам и адресовался той губернии, из которой приходили крестьяне. Его упоминает Е. К. Кокшарова под названием «Ответ на запросы крестьян». Крестьяне-ходоки, повидавшие Ленина и услышавшие от него советы, считались тогда первыми людьми на селе. Американский журналист Альберт Рис Уильямс писал, что Ленин в беседах с ходоками «проникал в мысли и угадывал желания», собирал от них информацию, которую «взвешивал, сравнивал и анализировал». Доктор исторических наук, помощник и секретарь В. И. Ленина Владимир Бонч-Бруевич вспоминал, что первая встреча Ленина с ходоками продолжалась пять часов, а всего через общение с ним за несколько месяцев прошло более 6000 человек. После того, как М. И. Калинин был избран председателем ВЦИКа, Владимир Ильич передал ему личное общение с крестьянами, так как «Михаил Иванович лучше других знает деревню и поэтому он спокоен за то, что каждое ходатайство крестьян будет рассмотрено подробно и хорошо».
Крестьяне обычно приходили к Ленину с жалобами или прошениями. Часто при входе в кабинет они отвешивали земной поклон. В отдельных случаях ходоки приносили с собой в качестве даров продукты питания. Ленин передавал их в сиротские приюты и детские сады. Секретарь Совнаркома Мария Скрипник вспоминала, что группа крестьян-середняков привезла большой каравай хлеба и один из крестьян «торжественно преподнёс его изумлённому Ильичу». Ленин со «смущённой улыбкой сказал: „У меня и времени не хватит, чтобы всё это съесть“». 
Всей манерой поведения, по мнению Тумаркин, Ленин стремился выразить доверие массам. Дистанцию между ним и крестьянами-ходоками устанавливали окружавшие его должностные лица, а не он сам. Например, Нина Тумаркин упоминала, что в Кремле был организован дезинфекционный пункт, через который пропускали посетителей председателя Совнаркома. В общении с народом на митингах и в частных беседах Ленин наотрез отказывался от услуг телохранителей, хотя по словам американского историка, «смелость в целом не была ему присуща». Ленину важно было наглядно доказать свою близость к простым людям и своё доверие к ним.
Секретарь Совнаркома Мария Скрипник описывала кабинет Ленина в Смольном в конце 1917 — начале 1918 года как маленькую комнату с письменным столом, удобным креслом для работы и несколькими стульями. Пол был первоначально голым, потом его покрыли ковром, так как «с полу очень дуло». Во время беседы с ходоками, по воспоминаниям Скрипник, «Ильич уютно сидел в кресле в позе отдыхающего человека, опустив руки в карманы брюк. Крестьяне, положив шапки на колени, не торопясь и солидно рассказывали Ильичу о том, что делается у них на селе… Прищурив один глаз, Ленин пытливо всматривался в лица крестьян».

## Работа художника над полотном и его судьба
Владимир Серов утверждал, что ленинская тема «захватила его всего». К 1950 году, уже много лет работая над образом В. И. Ленина, художник тем не менее не получал полного удовлетворения от результатов своего труда. На его картинах было множество персонажей, что позволяло передать всенародный характер событий, но не давало возможности добиться глубокой индивидуальной характеристики каждого героя. Среди этого множества персонажей было немало безликих, невыразительных образов. В сознании художника появилась мысль создать полотно, в котором была бы показана индивидуальность как Ленина, так и представителей народных масс, были бы раскрыты их переживания событий. Серов обратился к небольшому полотну, на котором изображена лишь группа персонажей. А. К. Лебедев предполагал, что со стремлением дать углублённую характеристику героям связан и выбор художником вертикального формата полотна.
В новой картине он, по собственным словам художника, «стремился теплее, глубже показать близость Ленина к народу, сосредоточить внимание на более тонких и сложных переживаниях». Замысел её созрел у художника задолго до 1950 года и полностью его поглотил, он много раз возвращался к отдельным деталям будущей картины, пытаясь найти для них правильное место на полотне и сделать выразительными, работал он с увлечением, как сам писал позже «запоем».
А. К. Лебедев рассказывал, что художник в поисках сюжета посетил Смольный. Он осматривал кабинет В. И. Ленина и его квартиру. Сюжет, однако, так и не был найден. День был пасмурный, шёл дождь. Идя по тротуару художник видел перед собой небольшую полоску мокрого асфальта и «шлёпающие по грязи сапоги». Он невольно стал их рассматривать. Это были «старенькие, видавшие виды, стоптанные сапоги». Глядя на них, художник думал о дорогах, по которым они прошли. Эта мысль стала ассоциироваться с мучительными творческими поисками, которыми был охвачен Серов. Внезапно у него в сознании родился сюжет будущей картины. Серов был настолько взволнован, что побежал в мастерскую и сразу сделал наброски эскиза на бумаге.
В работе над картиной о Ленине он обычно начинал с детального изучения события и соответствующих выбранному эпизоду трудов своего героя. Затем, он обращался с расспросами к живым очевидцам события. Только после этого он подбирал типажи и делал эскизы. Для работы над картиной «Ходоки у В. И. Ленина» Серов отправился в деревню и долгое время жил там, изучая повседневную жизнь, разговаривая со стариками, подбирал соответствующие сюжету костюмы и реквизит (сам он вспоминал в статье, написанной через пять лет после завершения картины, как упорно и долго искал для неё подходящие мужицкую котомку и крестьянский полушубок). Ещё до начала работы над холстом он уже представлял себе ходоков живыми людьми, придумал им биографии и характеры. Художник, по его словам, «подкрадывался» к теме и ждал, когда замысел станет в его воображении совершенно ясным. Только когда картина во всех подробностях стояла перед мысленным взором художника, Серов начал воплощать образы на холсте. Картина создавалась легко и уверенно.

### Картина «Ходоки у В. И. Ленина» и эскизы к ней
Владимир Серов написал картину в 1950 году. Техника — масляная живопись по холсту (дублированный). Размер — 61 × 58,5 см, 85 × 80 × 8 см в раме. А. К. Лебедев приводит в своей монографии о творчестве художника другие размеры — 60 × 58 см. Справа внизу находится подпись автора: «В. Серов. 50 г.». Картина входит в коллекцию Музея В. И. Ленина в Москве (до 1993 года — Центральный музей В. И. Ленина). В каталоге 1981 года значилась под № 29. В настоящее время инвентарный номер полотна — ФМЛ К-137. С 1993 года Музей В. И. Ленина является филиалом Государственного исторического музея.
А. К. Лебедев сообщал о существовании известных к 1965 году подготовительных работ Владимира Серова к картине «Ходоки у В. И. Ленина»:
- Рисунок. Бумага, карандаш, соус, размер — 59 × 43 см
- «Ходоки у В. И. Ленина» (эскиз). Бумага, карандаш, 43 × 37 см
- Набросок фигуры крестьянина. Бумага, карандаш, 21 × 15 см
- Набросок фигуры за столом. Бумага, карандаш, 29,5 × 20,5 см
- Набросок фигуры за столом. Бумага, карандаш, 29,5 × 20,5 см

Этюды к картине были представлены на персональных выставках произведений Владимира Серова в Москве в 1964 и 1981 году.

### Признание
За картину «Ходоки у В. И. Ленина» В. А. Серову была присуждена в 1951 году Сталинская премия II степени. Она получила широкую известность, неоднократно экспонировалась на крупных выставках советского искусства в СССР (в том числе на Всесоюзной художественной выставке 1950 года) и за рубежом (в частности на XXIX Биеннале в Венеции, на Выставке советского искусства в США в 1959 году и на других выставках). В 1980-х годах Музей В. И. Ленина привёз в Швецию свою выставку, которая сменила вернисаж западных художников. Пока они сворачивали свои полотна, был распечатан ящик с картиной Владимира Серова «Ходоки у В. И. Ленина». Художники сели на пол вокруг этой картины и принялись её обсуждать, потрясённые мастерством автора. «Это была буря эмоций. Их поразило мастерство Серова», — рассказывал заведующий фондово-экспозиционным отделом музея В. И. Ленина Григорий Гаража.

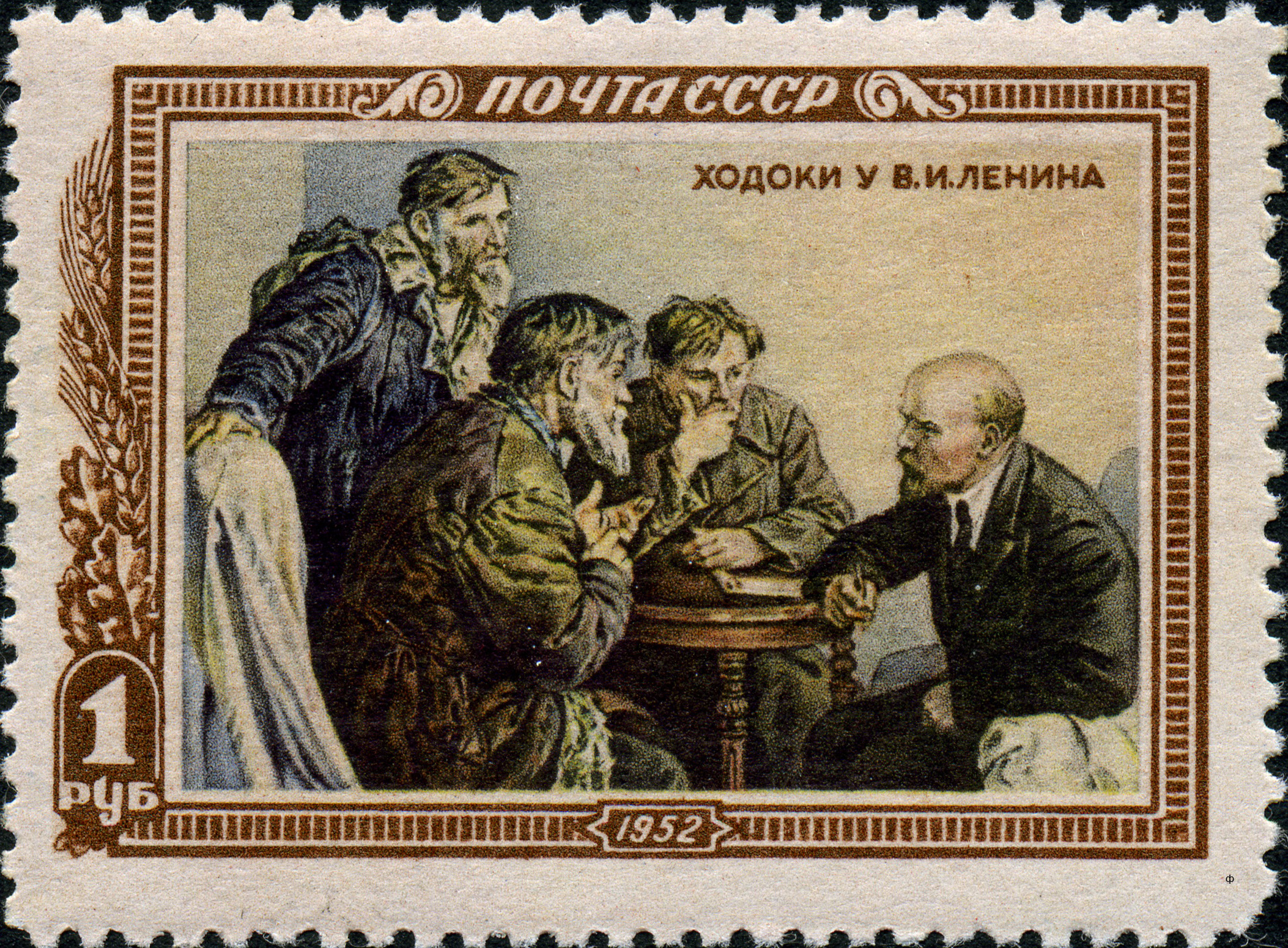
«Ходоки у Ленина» на почтовой марке 1952 года

Фрагмент картины Серова «Ходоки у Ленина» был напечатан на почтовой марке СССР номиналом 1 рубль из серии «XXVIII годовщина со дня смерти В. И. Ленина» в 1952 году. Техника печати — фототипия. Тип перфорации — линейная, зубцовка — 12,5. Художник — главный художник Гознака, заслуженный деятель искусств РСФСР Иван Дубасов. Номер в каталогах: СК — 1249, ЦФА — 1669. Тираж — 1 000 000 штук. В 1950 году на Ленинградском фарфоровом заводе была выпущена декоративная ваза с росписью художника Валентина Сарлунда, в основе которой лежала картина Владимира Серова. Советский, а после эмиграции — британский историк искусства Игорь Голомшток утверждал, что «обязательной принадлежностью колхозных клубов и сельсоветов было изображение типа „Ходоки у Ленина“ В. Серова».

### Картина в фольклоре и современном искусстве

Георг Базелиц. «Ходоки у В. И. Ленина (Серов)», 1999

По выражению современного публициста, «чрезмерная умильность и пафос картины породили огромное количество анекдотов про ходоков и „доброго“ Ильича», а также «остроумных „фотожаб“».
Современный немецкий художник Георг Базелиц часто создаёт реплики произведений официального искусства. Одна из них — «Ходоки у В. И. Ленина (Серов)» (англ. «Peasant Petitioners Meeting V. I. Lenin (Serov)», картина подписана Базелицем и датирована на обороте холста — «Peasant Petitions Meeting ????? Serov 13.VI.99 G. Baselitz», масляная живопись на холсте, 249,6 × 199,3 см, продана на аукционе Christie’s за 245 000 долларов США в 2015 году в частное собрание). Она вдохновлена картиной Серова. Художник использует яркие цвета и выразительные жесты, но изображает человеческие фигуры вверх ногами. В своей версии сцены приёма ходоков Базелиц полностью удаляет фигуру Ленина, сосредоточившись на тяжёлом положении крестьян. Базелиц подчёркивает измождённость крестьян-просителей рыхлостью красок и землистостью тонов. Ярко-розовая краска нанесена на руки и лица крестьян, что свидетельствует, по мнению художественного критика аукционного дома Christie's, о тяжёлом труде, которым они занимаются. Базелиц переосмысливает картину Серова, отрицая традиции официальной живописи социалистического реализма.

## Сюжет

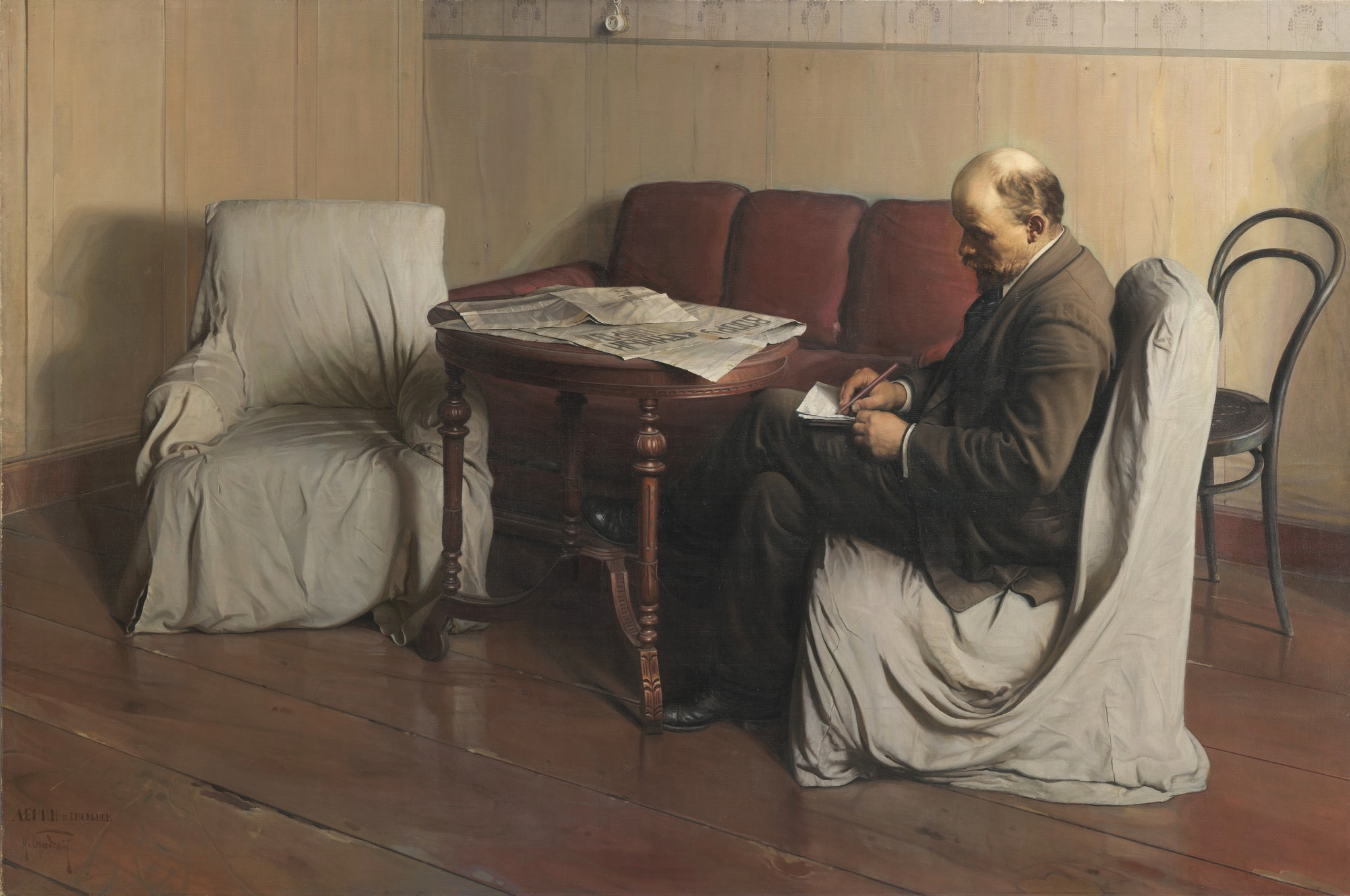
Исаак Бродский. В. И. Ленин в Смольном, ГТГ, 1930

На картине изображён председатель Совета народных комиссаров Советской России Владимир Ильич Ленин, тепло беседующий в Смольном (изображён тот же кабинет, что и на картине Исаака Бродского «В. И. Ленин в Смольном») с тремя крестьянскими ходоками, пришедшими из сельской глуши. «Обстановка непринужденности, простоты, дружеского взаимопонимания царит в простой, скромной комнате, лишённой каких-либо признаков парадности и официальности». Сам художник писал, что крестьяне пришли к Ленину «узнать правду, получить совет, который бы рассеял их сомнения, укрепил веру в новую жизнь». Серов пытался передать в частном событии общий процесс, сделать группу ходоков представителями многомиллионного российского крестьянства. Лицо Ленина серьёзно и внимательно, в руке зажат карандаш, создаётся впечатление, что именно в этот момент у него созрело некое важное решение. Всё, что говорят ему крестьяне, имеет для него «государственный смысл»
Выразителен образ крестьянина в полушубке. В нём, по мнению Лебедева, воплощена глубокая жизненная мудрость крестьянина, крепкие натруженные руки дают представление о его биографии (он прожил тяжёлую жизнь и был занят подневольным трудом). Их жест, с его точки зрения, необычайно типичен и как бы дополняет рассказ ходока. Сам Серов писал, что у этого персонажа «простое, грустное, удивительно привлекательное русское лицо», но доктор филологических наук, профессор Уральского университета, основатель Уральской семантической школы Эра Кузнецова отмечала, что лица его зритель как раз и не видит, оно развёрнуто к зрителю на три четверти. Крестьянин загибает заскорузлые пальцы, как бы подтверждая сказанное. У него сосредоточенное выражение усталого лица, согнутая линия спины, растрёпана седая борода. Всё это правдиво раскрывает возраст и судьбу труженика. Другой крестьянин одет в солдатскую шинель. Этот персонаж, вероятно, недавно демобилизовался из армии. По мнению Лебедева, он похож «на сельского партийного работника, самоотверженного общественника, защитника бедноты». Он внимательно следит за выражением лица, словами и замечаниями Ленина. Это — человек средних лет, погружённый в свои мысли. Правая его рука прижата к подбородку, «упрямые пряди русых волос и складки на лбу выдают сильный характер человека волевого, с природным умом, способного бороться с любыми трудностями», он — хороший хозяйственник, человек, твёрдый в своих убеждениях. Сам Серов утверждал, что этот персонаж самовольно оставил окопы мировой войны, фронт стал для него настоящей революционной школой, к Ленину он пришёл, будучи избран для этой миссии своими земляками.
Третий персонаж — стоящий за столом напротив Ленина бородатый, морщинистый и загорелый крестьянин, «проживший нелёгкую трудовую жизнь». Он повторяет тип старика на первом плане. Доктор искусствоведения Светлана Коровкевич даже писала, что они похожи, как родные братья. Индивидуальность ему придаёт пристальное внимание, с которым он ждёт ответа от Ленина. Крестьянин, затаив дыхание, «с надеждой и любовью безотрывно смотрит на вождя». Кандидат искусствоведения Владислав Зименко акцентировал внимание на том, что на картине запечатлён рассказ именно крестьян. Они обстоятельно перечисляют «все свои заботы, сомнения, планы» внимательно слушающему их Ленину. Советские искусствоведы М. Б. Милотворская и А. Ю Нурок отмечали, что все три крестьянина слишком похожи друг на друга, это, по их мнению, «снижает силу воздействия картины».
Британский историк культуры и эксперт по истории культуры нового и новейшего времени П. Берк относит картину к художественной традиции, в которой абстрактные социальные идеи и ценности разъясняются зрителю благодаря их воплощению в конкретном человеке. По мнению Берка, «Ходоки у Ленина» представляют собой художественное выражение эпохи демократизма (англ. «form of adaptation to an age of democracy»), на них показана доступность правителя для посетителей: «картина показывает самого могущественного человека в России внимательно слушающим трёх крестьян, двое из которых сидят за его столом, и старательно записывающим их жалобы».
А. К. Лебедев отмечал, что несмотря на то, что на полотне изображён рядовой эпизод, выхваченный из будничной жизни, картина связана с серьёзным социальным и психологическим обобщением, в яркой и эмоциональной форме раскрывая тесную связь руководителя рабоче-крестьянского правительства с народными массами — новый тип отношений государства с трудящимися. Серов успешно справился с задачей показать народный характер самой Советской власти. В этом отношении, по мнению Лебедева, она носит бесспорно новаторский характер. С точки зрения советского искусствоведа Иосифа Бродского, Ленин на полотне предстаёт как «олицетворение народной власти, живое воплощение вождя нового, коммунистического типа, Его образ покоряет простотой и сердечностью». А. Козлов утверждал, что Серову удалось воплотить в картине образ «выразителя воли масс», «живого воплощения вековой народной мечты о правде и справедливости».
Писатель Борис Лавренёв писал об образе Ленина на картине Серова:

Лицо Ленина сосредоточенно, в нем вдумчивая заинтересованность словами собеседника, в нём та сердечная ласковость к трудовому человеку, которая всегда проступала в чертах Ленина, в его общении с народом. Владимир Ильич — свой человек для крестьян, пришедших к нему откровенно высказать свои нужды и чаяния. Кажется, через мгновение он улыбнётся своей озаряющей лицо, всё понимающей улыбкой и даст исчерпывающий ответ ходокам, который они понесут в родное село.
— Борис Лавренёв. Художник большой идеи
Доктор искусствоведения Людмила Лиманская считала, что трактовка образа Ленина в советском искусстве шла по двум основным направлениям. «В рамках лирического толкования в Ленине раскрывались черты простого и близкого народу учителя. Он изображался с характерным прищуром и улыбкой, внимательно всматривающимся, вслушивающимся в слова и чаяния своих собеседников». К этому направлению она относила картину Серова «Ходоки у Ленина». Второе направление — обобщённо-монументальный подход, представлявший Ленина революционером, трибуном и вождём. Фигура сопровождалась стандартным набором жестов — поднятая правая рука, левая зажимает лацкан пиджака или пальто, что символизировало твёрдость веры в идеалы коммунизма.
К другому времени относила действие картины доктор искусствоведения Софья Коровкевич. По её мнению, художник рассказывает о более поздних событиях лета и осени 1918 года, когда закипела борьба беднейших крестьян с кулаками, отказывавшимися продавать хлеб по твёрдым ценам и прятавшими его от государства. Стране грозил голод, были созданы комитеты бедноты. В этой обстановке в деревне возникали сложные проблемы, вызывавшие потребность личного общения крестьян с председателем рабоче-крестьянского правительства. При этом, Коровкевич называла местом действия картины Смольный в Петрограде, хотя правительство уже переехало с марта 1918 года в Москву и рабочий кабинет Ленина находился в Кремле.
Коровкевич отмечала, что Серов создал «глубоко типические национальные образы» («народные») русских крестьян. Такое раскрытие характеров и типов предполагает метод социалистического реализма, требующий от художника типизации конкретных явлений действительности, но характерное для целого слоя людей выражается в индивидуальном преломлении, что не даёт художественному образу превратиться в безжизненную схему.

## Цветовое и графическое решение
Для полотна художник выбрал мягкий и спокойный колорит, тёплое цветовое решение, которое, по мнению Лебедева, соответствует сердечности той атмосферы, которую пытался запечатлеть Серов. Плотность живописного слоя даёт спокойствие фактуры полотна. По мнению советского искусствоведа, такое цветовое решение («выдержанное в тонально собранной гамме») гармонирует с уравновешенностью композиции картины и «прекрасным, точным, выразительным рисунком». Фигура Ленина выделяется на светлой и просторной плоскости стены. Деликатная манера письма, сдержанные тональные отношения соответствуют спокойной интонации повествования. Точно угаданы художником небольшие размеры холста, которые отвечали интимной трактовке темы. Эра Кузнецова и Раиса Аболина писали о серебристо-серой и охристо-коричневой цветовой гамме в колористическом решении полотна.
Советский искусствовед Олег Немиро отмечал цветовое и композиционное единство и верность работе с натурой в целом ряде картин Владимира Серова 1950-х годов, в которых действие происходит в Смольном институте. Наряду с «Ходоками» это картины «В. И. Ленин в Смольном» (1956—1958) и «Вести из деревни» (1959). Немиро, сравнивая их с картинами С. В. Герасимова на близкие темы, выделял характерные именно для Серова преобладание графичности и сдержанность красок.
Картина рассчитана на внимательное рассматривание с близкого расстояния, написана тонко и изящно.

## Композиция
В картине ничто не отвлекает зрителя от концентрации на лицах и фигурах изображённых персонажей. Светлана Коровкевич отмечала простоту и ясность композиции, лаконичность повествования картины. Сюжет раскрыт в легко читаемых зрителем движениях и жестах персонажей. В композиции нельзя ничего переместить, так как это не только нарушило бы заполненность холста в чисто формальном плане (это всегда принимает во внимание любой художник), но и нарушило бы единство содержания картины, которое художник раскрыл в деталях её композиционного строя. Академик Лебедев обращал внимание, что стол, за которым сидят Владимир Ильич и ходоки, — маленький, не четырёхугольный, а намеренно изображён художником круглым. Всё это подчёркивает «близость беседующих, сердечность их встречи, доверительность ведущегося разговора». 
Центром композиции является движение рук старика на первом плане картины. Это движение сразу обращает на себя внимание зрителя и служит завязкой сюжета. Сдержанный жест бывшего солдата контрастирует с этим жестом. Фронтовик удерживается от желания перебить своего старшего товарища и ждёт удобного момента вступить в беседу, продумывая свои слова. Его жест намечает переход к сосредоточенному настроению ходока, стоящего за креслом. Показывая внимание Ленина к собеседнику, художник вместе с тем подчёркивает свойственную Ленину подвижность — лежащая на краю стола рука с застывшей в воздухе кистью как бы предваряет начало ответного монолога. Кандидат искусствоведения Раиса Аболина считала, что художник в работе над образом Ленина отталкивался от цитаты из воспоминаний секретаря Совнаркома РСФСР и личного секретаря Ленина Н. П. Горбунова: «он садился против крестьянина так близко, что колени их соприкасались, ласково улыбаясь, нагибался немного вперёд, как бы прислушиваясь, и деловито выспрашивал, выпытывал, давал указания».
Кандидат исторических наук Александр Шефов отмечал, что композиция картины выстроена тонко с психологической точки зрения, она убеждает зрителя в достоверности представленного эпизода. По его мнению, художник намеренно не выделяет кого-либо из персонажей и не противопоставляет их друг другу. Он показывает беседу на равных, «так хорошо известную всем, кому посчастливилось встретиться с Лениным».
В помещении нет ничего лишнего: простой круглый столик и кресла в сероватых чехлах, поэтому внимание зрителя сосредоточено на душевном состоянии изображённых художником людей. Детали написаны живописцем с максимальной тщательностью, достоверностью и изяществом. Предметы, жесты и позы персонажей работают на главную идею произведения. Картина написана в лучших традициях русского реалистического искусства, на основе глубокого изучения и переработки уроков передвижников и советских художников-соцреалистов (Исаака Бродского и Василия Савинского). Брошенная на пол котомка, забрызганные грязью сапоги рассказывают зрителю о предшествующих событиях, когда крестьяне шли пешком по размытым в осеннюю распутицу дорогам. Автор картины этим раздвигает хронологические рамки изображённого события и заставляет зрителя размышлять и дорисовывать в своём сознании. Художник изобразил старый поношенный полушубок, его клочковатую овчину. Восхищение Светланы Коровкевич вызвала живописная техника Серова, с которой написан залепленный высохшей грязью крестьянский сапог, переданы поверхность дощатого крашеного пола и чехлы из грубого небелёного полотна.

## Картина в преподавании и воспитательной работе
Преподаватель Государственного института театрального искусства имени А. В. Луначарского, автор монографий по истории театра и актёрскому мастерству Мария Литосова посвятила картине раздел своего учебного пособия «Мастера советского искусства о работе над образом В. И. Ленина», предназначенного для студентов-иностранцев театрального вуза. Автор описывает картину, пересказывает историю её создания. Студентам предлагается ответить на вопросы по идейному содержанию полотна, особенностям трактовки образа Ленина, а также пересказать содержание фрагментов текста раздела. Иллюстрация, воспроизводящая картину Серова, была размещена на обложке предназначенного для подростков издания «Советское искусство послевоенного периода», вышедшего в серии «Библиотечка школьника» в 1962 году. Автор книги, советский искусствовед Изольда Кислякова, отмечала, что Ленин на полотне «сам учится у народа».
Широко использовалась картина в воспитательной работе. Так, В. Гунина в своей статье, опубликованной в журнале «Воспитание школьников» за 1968 год, была озабочена воспитанием в летнем пионерском лагере интереса подростков к изобразительному искусству и расширением их эрудиции в этой сфере. Она составила список произведений живописи русских дореволюционных и советских художников (в их число вошли «Ходоки у В. И. Ленина»), необходимых, с её точки зрения, для использования в лагере, и описала ряд различных конкретных форм работы с ними: праздник, КВН и другие.

## Другие картины на этот же сюжет
Тема ходоков была распространена в советском искусстве. В фондах Исторического музея находятся ещё две картины других художников на этот же сюжет: Ф. А. Модоров «Ходоки у В. И. Ленина» (1947, Инв. ФМЛ К-99) и А. И. Бутов «В. И. Ленин и ходоки» (1970-е, Инв. ФМЛ К-340).
В музеях России находятся картины: В. К. Нечитайло «Ходоки у В. И. Ленина» (1942, дипломная работа художника, Дальневосточный художественный музей), А. А. Бузовкин «Ходоки у Ленина» (1938, Серпуховский историко-художественный музей), Госкаталог также упоминает картины: А. А. Потехин «Ходоки у Ленина» (1940-е, Вятский художественный музей имени В. М. и А. М. Васнецовых), А. А. Заусаев «Ходоки у Ленина» (1970-е), Г. А. Богданов «Ходоки у Ленина» (Музей политической истории России). Также там фигурирует графика и репродукции на эту тему работ художников К. С. Бокарева (1979, в стиле палехской лаковой миниатюры), С. М. Бондаря (1930-е), А. Ф. Евдокимова (1984), Н. Н. Жукова (1958), Соколова (до 1948), С. С. Чистова (лаковые шкатулки).

### Комментарии
1. ↑  В издании 1986 года также указывается вариант размера полотна — 61 × 58,5 см[31]. Иногда встречается и размер 58 × 50 см[32].
2. ↑  В 1956 году Владимир Серов создал «Портрет В. И. Ленина» (92,2 × 81 см, Государственная Третьяковская галерея), в котором повторил образ главы Советского правительства, найденный в «Ходоках у В. И. Ленина»[47].